# Titularbistum Castellum Minus
Castellum Minus (ital.: Castel Minore) ist ein Titularbistum der römisch-katholischen Kirche. 
Es geht zurück auf einen früheren Bischofssitz in der gleichnamigen antiken Stadt, die sich in der römischen Provinz Mauretania Caesariensis im heutigen nördlichen Algerien befand. 
| Titularbischöfe von Castellum Minus |                               |                                                     |                   |                   |
| Nr.                                 | Name                          | Amt                                                 | von               | bis               |
| 1                                   | Miguel Balaguer               | Weihbischof in Montevideo (Uruguay)                 | 20. November 1962 | 26. Februar 1966  |
| 2                                   | Aurelio del Pino Gómez        | emeritierter Bischof von Lleida (Spanien)           | 1. April 1967     | 11. Dezember 1970 |
| 3                                   | Antonio de Hornedo Correa SJ  | Apostolischer Vikar von San Francisco Javier (Peru) | 24. April 1971    | 9. Juli 1977      |
| 4                                   | José Joaquín Troconis Montiel | Weihbischof in Valencia en Venezuela (Venezuela)    | 18. November 1977 | 1986              |
| 5                                   | Attila Miklósházy SJ          | Beauftragter der Ungarnseelsorge                    | 12. August 1989   | 28. Dezember 2018 |
| 6                                   | José Benedito Cardoso         | Weihbischof in São Paulo (Brasilien)                | 23. Januar 2019   | 4. Januar 2024    |
| 7                                   | Arokia Raj Satis Kumar        | Weihbischof in Bangalore (Indien)                   | 13. Juli 2024     |                   |